# Shibganj (Bogra)
Shibganj è un sottodistretto (upazila) del Bangladesh situato nel distretto di Bogra, divisione di Rajshahi. Si estende su una superficie di 314,92 km² e conta una popolazione di  378.700 abitanti (censimento 2011).